# Rino Della Negra
Rino Della Negra, conegut amb el nom de guerra de Chattel, (Vimy, 18 d'agost de 1923 - Fort Mont-Valérien, 21 de febrer de 1944) va ser un futbolista francès, que participà com a soldat voluntari de la Resistència francesa durant la Segona Guerra Mundial.

## Orígens
Fill de pares italians, Rino Della Negra va nàixer a Vimy, al nord de França, el 18 d'agost de 1923. Tres anys després, la seua família es va traslladar a Argenteuil, a la Val d'Oise. El 1937, treballà a la fàbrica Chausson d'Asnières-sur-Seine. La seua faceta futbolística va començar a un club de la seua ciutat, l'Argenteuil FC. A mitjans de 1942 va fitxar pel Red Star Olympique, aleshores un dels equips punters de París. Della Negra alternava les actuacions de porter i de lateral dret.

## Segona Guerra Mundial
L'any 1942, el Servei de Treball Obligatori (STO) de la França Ocupada reclamà que anés a treballar a Alemanya. Decidí no marxar i passà a la clandestinitat al costat dels franctiradors i partisans (FTP) de la Resistència, i s'uní al 3r destacament italià de la FTP-MOI de París, grups comunistes constituïts per mà d'obra immigrada sota el comandament de Missak Manouchian.
Va participar en diverses accions al mes de juny de 1943, com ara l'execució del general alemany Von Apt, l'atac a la seu central del Partit Nacional Feixista italià a la capital francesa o l'atac a una caserna. El 12 de novembre d'eixe any, durant una acció contra un comboi alemany, fou ferit i arrestat. El 21 de febrer de 1944 fou afusellat conjuntament amb altres vint-i-tres membres de la resistència del grup de Manouchian.

## Homenatges
Un carrer d'Argenteuil duu el seu nom. Seixanta anys després del seu assassinat, el 21 de febrer de 2004, el Red Star va col·locar una placa en el seu honor, un acte al qual hi va poder acudir el germà de Della Negra.